# عمارة المليتي
عمارة المليتي (؟ - 28 فبراير 2025)، هو ممثل تونسي له عدة أعمال فنية.

## وفاته
توفي يوم الجمعة 28 فبراير 2025 بعد معركة طويلة مع المرض الخبيث.

## من اعماله
- البطل (مسلسل) 2025.
- تحت سابع أرض (مسلسل) 2025.
- الزعيم (مسلسل) 2025.
- السيرة العامرية(مسلسل) 2022.
- قلب الذيب (مسلسل) 2020.
- زنقة الباشا (مسلسل) 2019.
- ممالك النار (مسلسل) 2019.
- النبارة (مسلسل) 2016.
- شبيه معاليه (مسلسل) 2016.
- سكول ج2 (مسلسل) 2015.
- يقوي سعدك (مسلسل) 2014.
- الزوجة الخامسة (مسلسل) 2013.
- عنقود الغضب (مسلسل) 2012.
- دنيا (مسلسل) 2010.
- ضيوف على مائدة أشعب (مسلسل إذاعي) 2010.
- ملا زهر (مسلسل) 2010.
- الحب الممنوع (مسلسل) 2010.
- كيف اسيبك؟ (سهرة تليفزيونية) 1997.
- سيدي الرجل لا / المديرة (مسلسل) 1984.

## وصلات خارجية
- صفحة على في موقع IMDB